# Sahiwal
Sahiwal es una ciudad de Pakistán situada en el distrito de Sahiwal, provincia de Punjab. Según el censo de 2023, tiene una población de 388 795 habitantes.

## Historia
Llamada Montgomery durante el Raj británico, era según los resultados del censo de 1941, una isla mayoritariamente hinduista (45,5%) y sij (13,7%) en un distrito con amplia mayoría musulmana (67,6%). En agosto de 1947 durante la partición la Línea Radcliffe la dejó en manos del Dominio de Pakistán, huyendo los hindúes y sijes a la Unión de la India.